# August Dupré
Pour les articles homonymes, voir Dupré.
August Dupré, né le 6 septembre 1835 à Mayence et mort le 15 juillet 1907 à Sutton (Londres), est un chimiste britannique d'origine allemande. 
Fellow of the Royal Society, il est naturalisé en 1866. 

## Biographie
Né à Mayence en grand-duché de Hesse, il est le deuxième fils d'un commerçant de Francfort, F. Dupré, d'origine huguenote. Son père s'installe à Londres en 1843, vit ensuite à Warrington et revient à Giessen en 1845. 
August Dupré étudie à l'école de Giessen et à Darmstadt et entre à l'université de Giessen en 1852, à l'âge de 17 ans. Avec son frère Friedrich Wilhelm (mort en 1908), ils étudient la chimie et sont élèves de Justus Liebig et Heinrich Will. En 1854, les frères Dupré rejoignent l'Université de Heidelberg où ils poursuivent leurs études de chimie comme élèves de Robert Bunsen et de Gustav Kirchhoff. August obtient un doctorat à Heidelberg en 1855, et les deux frères déménagent à Londres où August devient l'assistant de William Odling, alors démonstrateur de chimie pratique à la faculté de médecine du Guy's Hospital. Friedrich est devenu entre-temps chargé de cours en chimie et toxicologie à l'école de médecine du Westminster Hospital (en). En 1863, August lui succède au poste qu'il occupa jusqu'en 1897. En 1866, il devient sujet britannique. De 1874 à 1901, il est chargé de cours en toxicologie à la London School of Medicine for Women et de 1873 à 1901, il est analyste public à Westminster. 
Il est élu membre de la Chemical Society en 1860 et siège à son conseil (1871-1875). Il devient président de la Society of Public Analysts (1877-1878, est un membre fondateur de l'Institute of Chemistry (en) (1877) ainsi que de la Society of Chemical Industry où il siège de 1894 à 189). Il est élu membre de la Royal Society le 3 juin 1875. 
Il meurt à son domicile de Mount Edgcumbe à Sutton le 15 juillet 1907 et est inhumé à Benhilton (en).

## Travaux
En 1871, Dupré est nommé arbitre chimique au département médical du Local Government Board. Pour la Commission, il entreprend, en 1884–1885 et 1887, des enquêtes sur l'eau potable ainsi que sur la contamination et l'autoépuration des rivières. Par la suite, avec William Joseph Dibdin et Frederick Augustus Abel et d'autres chimistes, il mène une série d'enquêtes, pour le compte du Metropolitan Board of Works, sur l'état de la Tamise et sur les méthodes de traitement et d'épuration des eaux usées. ans ce travail, il apporte une contribution significative en reliant la théorie bactérienne avec les problèmes de santé publique qui est la toile de fond des travaux de Dibdin des années 1890 sur le filtre de contact. 
Dupré s'engage aussi officiellement dans des recherches sur les explosifs. À partir de 1873, il est chimiste consultant au département des explosifs du Home Office ; en 1888, il est nommé membre du comité des explosifs du War Office, dont Abel est président ; et en 1906, il devient membre de l'Ordnance Research Board. Pendant 36 ans, il examine des explosifs neufs et importés. Au moment de la révolte des Fenians en 1882-1883, il enquête sur les bombes, et en particulier sur la fabrication de nitroglycérine par la manufacture Alfred Whitehead de Ledsam Street à Birmingham,.
Le département du Trésor demande l'avis de Dupré en matière de chimie appliquée et il est souvent témoin dans des affaires médico-légales devant les tribunaux. Lors du procès pour empoisonnement de George Henry Lamson en 1881, il témoigne à charge. 
En collaboration avec William Odling, Dupré découvre la présence quasi universelle du cuivre dans les tissus végétaux et animaux. Il est le premier à observer (avec Henry Bence Jones) la formation de substances alcaloïdes ou « ptomaïnes » par la décomposition de matières animales,
Il est le co-auteur avec Ludwig Thudichum (de) de On the Origin, Nature, and Varieties of Wine (1872) et, avec Henry Wilson Hake, de A Short Manual of Inorganic Chemistry (1886). À partir de 1855, il donne des articles scientifiques aux publications de la Royal Society, de la Chemical Society, de la Society of Public Analysts et de la Society of Chemical Industry, notamment des collaborations avec son frère, Odling, Bence Jones, Wilson Hake, Otto Hehner et FJM Page. Il a également contribué à The Analyst, Chemical News, Philosophical Magazine et à des périodiques étrangers.